# Oskari Frösén
Oskari Frösén, född 24 januari 1976, är en finländsk höjdhoppare. Han tävlar för IF Länken.
Frösén vann 1995 års europeiska juniormästerskap. Han kom på 19:e plats i EM i friidrott 2002, 11:e i VM i friidrott 2005, 19:e i EM i friidrott 2006 och 8:a i inomhus-EM 2007.
Hans personbästa är 2,30 meter utomhus och 2,31 meter inomhus.